# Strzeżewko
Strzeżewko – wieś w Polsce położona w województwie zachodniopomorskim, w powiecie kamieńskim, w gminie Kamień Pomorski.
W latach 1975–1998 miejscowość administracyjnie należała do województwa szczecińskiego.

## Historia
Pierwsza historyczna wzmianka o osadzie Klein Stresow, pochodzi z aktu darowizny księcia Bogusława IV, w którym nadał wieś kapitule katedralnej w Kamieniu Pomorskim. Od 1380 roku funkcjonuje nazwa Ramsberg. W końcu XV wieku majątek był dzierżawiony przez burmistrza kamieńskiego Steffana Loyzina. W 1482 roku kapituła katedralna przekazała majątek ziemski miastu Kamień. W 1584 roku 8 łanów we wsi należało do kościoła we Wrzosowie.
W 1717 roku we wsi istniały 4 pełnorolne gospodarstwa chłopskie. W 1780 roku w miejscowości były 4 gospodarstwa chłopskie i 3 zagrodnicze, co razem stanowiło 8 dymów. W 1870 roku wieś z łącznym areałem ziemskim 1505 mórg obejmowała 4 zagrody chłopskie i 6 gospodarstw zagrodniczych. W latach 1847-1939 majątek należał do rodziny Steffenów. Ostatnim właścicielem majątku liczącego 145 ha ziemi przed II wojną światową była Maria Steffen. We wsi nie istniał folwark. W 1939 roku w miejscowości było 117 mieszkańców oraz 5 zagród dziedzicznych z łącznym areałem 225 ha ziemi.

## Dwór
We wsi znajduje się eklektyczny dwór o powierzchni 420 m² zbudowany prawdopodobnie w latach 1910-1920. Jest to budynek parterowy z użytkowym poddaszem, kryty rozczłonkowanym dachem mansardowym z lukarnami. Budynek jest wzbogacony o portyk z kolumnami i trójboczne wykusze salonów.
Po 1945 roku budynek był wykorzystywany przez PGR, a następnie przez Głuchołaskie Zakłady Papiernicze jako ośrodek wypoczynkowy. Od 1994 roku należy do prywatnego właściciela, który poddał obiekt kompleksowej modernizacji. Nie zachowało się historyczne wyposażenie wnętrza. Obecnie obiekt wykorzystywany jest jako ośrodek wypoczynkowy.
W sąsiedztwie znajduje się park dworski z drzewostanem złożonym m.in. z buka, brzozy, świerka i jodły. 
Obiekt jest dostępny.